# ジロンド派
ジロンド派（ジロンドは、フランス語: Girondins, IPA: [ʒiʁɔ̃dɛ̃] ）は、フランス革命期の立法議会と国民公会における党派である。自由主義や共和主義を掲げ、大きな港湾都市の銀行家や大商人、商工業ブルジョアジーの利益を代表し、立法議会ではフイヤン派に対して左翼、国民公会では山岳派に対して右翼を成した。主な指導者はブリッソー、ピエール・ヴェルニヨ、コンドルセ、A.ジャンソネ、M.ガデ、イスナール、ロラン内務大臣であった。
当時は「ブリソ派」や「ロラン派」と呼ばれ、1874年に出版されたラマルティーヌ著の『ジロンド派の歴史』（原題：Histoire des Girondins）がベストセラーになって「ジロンド派」の語が最も代表的な名称として統一された。なお、ジロンドの語源はフランスのジロンド県であり、指導者のうち3名が同県の出身議員だったためあるいは同県出身の議員が多くいたためこの名が付けられた。

## 経緯

### 初期
もともとはジャコバン・クラブに属しており、1791年の立法議会の誕生にあわせて、同派の山岳派とともに民主派の勢力を形成した。
国王ルイ16世ら王家と亡命貴族（エミグレ）が画策する中、他ヨーロッパ諸国との開戦の気運が高まってくる。ジロンド派は、対外戦争を利用して国王の真意を明確にしようとし、主戦論を展開した。マクシミリアン・ロベスピエールが反戦論を唱えるが、国王の任命により1792年3月にジロンド派内閣が組織され（首班ブリッソー、内相ロラン(妻のロラン夫人が黒子)、蔵相クラヴィエ、外相デュムーリェ、司法相ダントン）、同年4月20日オーストリアに対し、宣戦を布告する。しかし、革命の余波が軍隊におよび、それまでの貴族に取って代わる指揮命令系統のないフランス軍は、各地で敗戦を重ねた。そのため、ジロンド派は敗戦の責任を取り、政権をフイヤン派に譲り渡す。

### ジロンド派政権
対外戦争において苦戦する中、立法議会に代わり国民公会が開催される。ジロンド派はこの議会において多数を占め、王政の廃止および共和国宣言を採択する。しかし、革命の一応の終結を目指すジロンド派と、急進的な革命を推し進めようとする山岳派との対立が激しくなっていった。
やがて、ルイ16世が外国と画策したとされる文書がテュイルリー宮殿内から発見される。また、王妃マリー・アントワネットの外敵通牒も伝えられた。山岳派は、国王や王妃の裏切り行為に対し裁判を要求したが、これ以上の革命の推進を望まないジロンド派は、裁判の実施に消極的であった。しかし、ロベスピエールやサン＝ジュストといった山岳派の演説により、国王裁判が開催されることになる。
裁判の結果、ルイ16世の死刑が決定する。裁判におけるジロンド派はまとまりを欠き、死刑に賛成するものや反対するものなど、一致した見解を出すことができなかった。

### 衰退

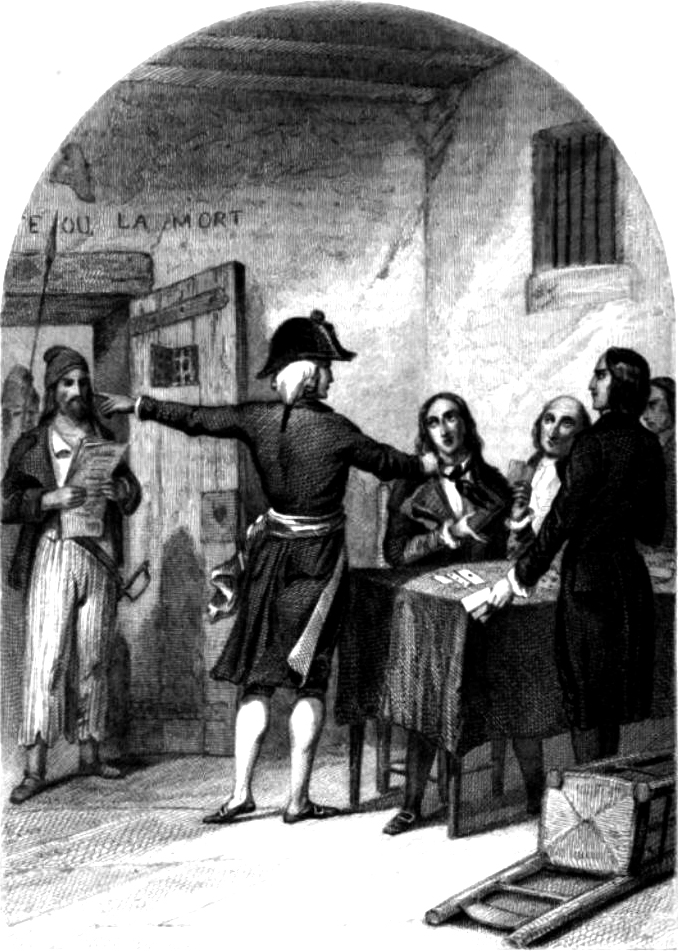
監獄に収監されたジロンド派, 1845年

ルイ16世を処刑したフランスに対し、イギリスなどから経済制裁が行われた。フランスはイギリスやスペインなどに対し宣戦を布告するが、イギリスを中心としたヨーロッパ諸国は第一次対仏大同盟を結成し、フランス包囲網を形成する。
経済や軍事面でのジロンド派の失政に対し、議会は山岳派主導に傾き始めた。追い詰められたジロンド派は、さまざまな手法で山岳派を陥れようとするが、ロベスピエールの先導により、1793年6月にジロンド派の主要メンバーが捕らえられ、中央政界での基盤を失うことになった。